# Сольдо, Звонимир
Зво́нимир Со́льдо (хорв. Zvonimir Soldo; 2 ноября 1967, Загреб) — хорватский футболист, выступал на позиции полузащитника.

## Клубная карьера
Профессиональную карьеру начал в загребском «Динамо» в 1987 году. В 1991 году перешёл в «Задар», за который отыграл один сезон. Следующим клубом в карьере стал «Интер» Запрешич, а в 1994 году он вернулся в родной клуб, тогда называвшийся «Кроация». В сезоне 1995/96 он стал победителем чемпионата и обладателем кубка Хорватии, после чего перешёл в немецкий «Штутгарт», за который выступал 10 сезонов вплоть до окончания карьеры в 2006 году.

## Карьера в сборной
Выступал за сборную Хорватии на чемпионате Европы 1996 года и мировых первенствах 1998 и 2002 годов. В 1998 году стал бронзовым призёром чемпионата мира. По окончании чемпионата мира 2002 года завершил карьеру в сборной.

## Карьера тренера
14 января 2008 года возглавил загребское «Динамо», сменив Бранко Иванковича. До этого тренировал молодёжную команду «Динамо». В том же году ушёл в отставку с поста главного тренера «Динамо».
С июля 2009 года тренировал клуб «Кёльн». 24 октября 2010 года Сольдо был отправлен в отставку с поста главного тренера «Кёльна», на котором его сменил тренер второй команды Кёльна Франк Шефер.

## Достижения
Клуб
- Чемпион Хорватии: 1996 («Кроация»)
- Обладатель Кубка Хорватии (2) : 1992 («Интер»), 1996 («Кроация»)
- Обладатель Кубка Германии: 1997 («Штутгарт»)
- Финалист Кубка обладателей кубков: 1998 («Штутгарт»)

Сборная
- Бронзовый призёр чемпионата мира 1998 года